# August Hanko
August Hanko (auch August Johannes Hanko, * 6. Januarjul. / 18. Januar 1879greg. in Suure Kambja, Landgemeinde Kambja; † 25. Mai 1952 in Arljuk, Oblast Kemerowo) war ein estnischer Schriftsteller, Übersetzer und Politiker.

## Leben
Hanko besuchte die Kreisschule in Kambja sowie das Hugo-Treffner-Gymnasium und das staatliche Gymnasium in Tartu. Von 1900 bis 1904 studierte er Rechtswissenschaft an der Kaiserlichen Universität Dorpat. Anschließend war er in der Redaktion des Postimees in Tartu, von 1906 bis 1907 bei Tallinner Zeitungen. Im Juni 1907, kurz vor Auflösung der Zweiten Staatsduma, wurde er verhaftet und nach dreiwöchiger Haft in Tallinn aus dem Baltikum ausgewiesen. Danach lebte er bis 1908 abwechselnd in Finnland und Narva, das damals zum Kreis Sankt Petersburg gehörte.
1908 konnte er wieder nach Estland zurückkehren. Er trat in die Redaktion des Päevaleht in Tallinn ein, wo er zehn Jahre lang blieb. Nach der Unabhängigkeit Estlands wurde er im November 1919 als Kriegsminister in das erste Kabinett von Jaan Tõnisson berufen. Nach dem Fall des Kabinetts im Sommer 1920 verließ Hanko die Politik. Er war kurzzeitig in Handel und Schifffahrt tätig, zog sich nach wirtschaftlichen Misserfolgen daraus jedoch zurück und arbeitete danach als freiberuflicher Schriftsteller und Übersetzer.
Nach den politischen Umwälzungen in Estland wurde er 1945 vom NKWD verhaftet und nach Sibirien verbannt, wo er sieben Jahre später starb.

## Publikationen
Hanko veröffentlichte eine Reihe von Biographien sowohl über Esten (Julius Kuperjanov, Jaan Poska) als auch über Ausländer (Henry Morton Stanley, Roald Amundsen, Admiral Nelson). Am nachhaltigsten hat er als Übersetzer skandinavischer Literatur gewirkt, von ihm stammen estnische Übertragungen von u. a. Johan Bojer, Olav Duun, Trygve Emanuel Gulbranssen, Knut Hamsun, Selma Lagerlöf, Henrik Pontoppidan und Mika Waltari. Sein eigenes literarisches Werk dagegen blieb Manuskript, beispielsweise eine als fünfteilige Serie geplante Sammlung von „Seegeschichten“ oder zwei Romane. Lediglich seine Memoiren wurden 1939 unter dem Titel „Es war einmal…“ gedruckt.